# 奥斯特阿尔布县
奥斯特阿尔布县（德語：Ostalbkreis，發音：[ˈɔstʔalpˌkʁaɪs] ⓘ，意为“东山县”）是德国巴登-符腾堡州的一个县，隶属于斯图加特行政区，首府阿伦。奥斯特阿尔布县是巴登-符腾堡州面积第三大的县，仅次于奥尔特瑙县和拉芬斯堡县。

## 地理
奥斯特阿尔布县北面与施韦比施哈尔县，东面与巴伐利亚州的安斯巴赫县和多瑙-里斯县，南面与海登海姆县和格平根县，西面与雷姆斯-穆尔县相邻。